# 崔承哲
崔 承哲（チェ・スンチョル、1959年 - ?）は、朝鮮民主主義人民共和国の官僚、政治家。最高位は、朝鮮労働党統一戦線部の副部長にまで上り詰めた。 

## 出世
金日成総合大学卒業後、政府機関の職員となる。1990年代後半から他国との交渉、主に大韓民国との交渉業務に当たり、南北協議の場に登場した。2007年の南北首脳会談では、盧武鉉大韓民国大統領が軍事境界線を歩いて北朝鮮側に入境した際に、北朝鮮側で出迎えるホスト役を務めた。 

## 失脚
立場が変化するのは、2007年大韓民国大統領選挙直後と見られる。太陽政策の見直しを掲げる李明博の大統領就任以降、国内でも重要な行事である金正日国防委員長の生誕記念行事にも姿を現さなくなった。このため、国内では大統領選に関して情勢判断のミスがあった等の理由により、責任を負う形で失脚したものと推測されることとなった。 
2009年4月には、南北経済協力事業をめぐり120万ドルを不正に収受したかどで更迭、黄海道の鶏加工工場で労役に就いているという報道が、同年5月になると2008年末に処刑されたとの報道もなされたが、消息については不明のままである。 